# Янаков, Иван Фёдорович
Ива́н Фёдорович Яна́ков (укр. Іван Федорович Янаков; 7 июля 1994) — украинский футболист, полузащитник

## Биография
Воспитанник футбольной академии Енакиевского металлургического завода и мариупольского «Ильичёвца». После завершения обучения начал играть во второй лиге за «Ильичёвец-2». Сезон 2012/13 футболист провёл в дебютном юношеском первенстве, по итогам которого 19-летние игроки «Ильичёвца» завоевали серебряные медали. В следующем сезоне Янаков в составе «Ильичей» становился победителем молодёжного первенства. В следующем году футболист довёл число матчей за мариупольскую «молодёжку» до 50 и вошёл в число лучших бомбардиров в истории этой команды.
В главной команде «Ильичёвца» Янаков дебютировал 23 августа 2014 года в матче 1/16 финала Кубка Украины против перволигового «Николаева». Через месяц состоялся дебют футболиста и в Премьер-лиге. 20 сентября на 70-й минуте игры против донецкого «Металлурга» полузащитник заменил Александра Мандзюка.
После завершения сезона 2014/15, в котором «Ильичёвец» опустился в первую лигу, молодой полузащитник продлил контракт с клубом.